# Championnats d'Europe de triathlon sprint
Les championnats d'Europe de triathlon sprint  sont organisés pour la première fois en 2016. Les courses du championnat élite sont courus sur une distance de 750 m de natation, 20 km de cyclisme et 5 km de course à pied. Ces épreuves sont organisées par la Fédération européenne de triathlon (European Triathlon Union (ETU)) et relèvent des championnats continentaux de la Fédération internationale de triathlon.

## Palmarès

### Hommes
| Année | Médaille d'or   | Temps       | Médaille d'argent      | Temps       | Médaille de bronze | Temps       |
| ----- | --------------- | ----------- | ---------------------- | ----------- | ------------------ | ----------- |
| 2024  | Nicola Azzano   | 17 min 54 s | Euan De Nigro          | 17 min 55 s | Maxime Fluri       | 17 min 57 s |
| 2023  | Ricardo Batista | 20 min 34 s | Lasse Nygaard Priester | 20 min 39 s | Richard Murray     | 20 min 45 s |
| 2022  | Valentin Wernz  | 23 min 27 s | Barclay Izzard         | 23 min 29 s | Anthony Pujades    | 23 min 30 s |
| 2021  | Max Studer      | 32 min 3 s  | Antonio Serrat Seoane  | 32 min 9 s  | Tom Richard        | 32 min 24 s |
| 2019  | Gordon Benson   | 52 min 3 s  | Samuel Dickinson       | 52 min 4 s  | Rostislav Pevtsov  | 52 min 36 s |
| 2018  | Richard Varga   | 53 min 7 s  | Uxío Abuín Ares        | 53 min 18 s | Roberto Sánchez    | 53 min 19 s |
| 2017  | João Pereira    | 57 min 33 s | Pierre Le Corre        | 57 min 36 s | João Silva         | 57 min 37 s |
| 2016  | Vincent Luis    | 51 min 59 s | Rostislav Pevtsov      | 52 min 6 s  | Grant Sheldon      | 52 min 20 s |

### Femmes
| Année | Médaille d'or    | Temps          | Médaille d'argent    | Temps          | Médaille de bronze   | Temps          |
| ----- | ---------------- | -------------- | -------------------- | -------------- | -------------------- | -------------- |
| 2024  | Sandra Dodet     | 20 min 0 s     | Marlene Gomez-Göggel | 20 min 4 s     | Zuzana Michaličková  | 20 min 8 s     |
| 2023  | Mathilde Gautier | 23 min 5 s     | Selina Klamt         | 23 min 6 s     | Jessica Fullagar     | 23 min 10 s    |
| 2022  | Nina Eim         | 25 min 12 s    | Lena Meißner         | 25 min 16 s    | Cathia Schär         | 25 min 21 s    |
| 2021  | Laura Lindemann  | 35 min 21 s    | Valentina Riasova    | 35 min 26 s    | Léonie Périault      | 35 min 27 s    |
| 2019  | Julie Derron     | 58 min 49 s    | Petra Kuříková       | 59 min 11 s    | Tamara Gómez Garrido | 59 min 23 s    |
| 2018  | Sophie Coldwell  | 58 min 32 s    | Alexandra Razarenova | 58 min 52 s    | Kaidi Kivioja        | 58 min 54 s    |
| 2017  | Laura Lindemann  | 1 h 3 min 35 s | Jolanda Annen        | 1 h 3 min 38 s | Vendula Frintová     | 1 h 3 min 38 s |
| 2016  | Lucy Hall        | 57 min 48 s    | Jessica Learmonth    | 57 min 49 s    | Cassandre Beaugrand  | 58 min 32 s    |

## Lieux et tableaux des médailles
| Édition   | Lieu        | Pays      |
| --------- | ----------- | --------- |
| 2023-2024 | Balıkesir   | Turquie   |
| 2022      | Olsztyn     | Pologne   |
| 2021      | Kitzbühel   | Autriche  |
| 2019      | Kazan       | Russie    |
| 2018      | Tartu       | Estonie   |
| 2017      | Düsseldorf  | Allemagne |
| 2016      | Châteauroux | France    |

| Rang | Nation      | Médaille d'or | Médaille d'argent | Médaille de bronze | Total |
| ---- | ----------- | ------------- | ----------------- | ------------------ | ----- |
| 1    | Allemagne   | 4             | 4                 |                    | 8     |
| 2    | Royaume-Uni | 3             | 3                 | 2                  | 8     |
| 3    | France      | 3             | 1                 | 3                  | 7     |
| 4    | Suisse      | 2             | 1                 | 2                  | 5     |
| 5    | Portugal    | 2             |                   | 1                  | 3     |
| 6    | Italie      | 1             | 1                 |                    | 2     |
| 7    | Slovaquie   | 1             |                   | 1                  | 2     |
| 8    | Espagne     |               | 2                 | 2                  | 4     |
| 9    | Russie      |               | 2                 | 1                  | 3     |
| 10   | Azerbaïdjan |               | 1                 | 1                  | 2     |
| 11   | Tchéquie    |               | 1                 | 1                  | 2     |
| 12   | Estonie     |               |                   | 1                  | 1     |
| 13   | Pays-Bas    |               |                   | 1                  | 1     |